# Ramal ferroviario Pehuajó-Tres Lomas-Maza-Cereales
El Ramal Pehuajó - Tres Lomas - Maza - Cereales pertenece al Ferrocarril Domingo Faustino Sarmiento, Argentina.

## Ubicación
Se halla en las provincias de Buenos Aires y La Pampa. Tiene una extensión de 227 km y une la ciudad de Pehuajó con el pequeño paraje Cereales.

## Servicios
Es un ramal secundario de la red.
No presta servicios de pasajeros.
Sus vías están concesionadas a la empresa FerroExpreso Pampeano, excepto el tramo entre las estaciones Tres Lomas y Maza que se encuentra levantado y en estado de abandono.
Presta servicios de trenes de carga entre 30 de Agosto y Tres Lomas.

## Historia
El tramo entre Pehuajó y Tres Lomas fue construido por la empresa Ferrocarril Oeste de Buenos Aires, mientras que el de Tres Lomas a Cereales estuvo a cargo del Ferrocarril Buenos Aires al Pacífico luego de absorber al Ferrocarril Bahía Blanca al Noroeste